# ChS2型电力机车
ChS2型电力机车（俄語：ЧС2）是苏联铁路的干线客运电力机车车型之一，适用于供电制式为3千伏直流电的电气化铁路，也是斯柯达公司为苏联铁路所提供数量最庞大的电力机车车型。
1950年代起，按经济互助委员会分工，苏联向东欧国家出口干线柴油机车，而从捷克斯洛伐克进口电力传动调车柴油机车和客运电力机车，ChS2型电力机车为其中之一。ChS2型电力机车是斯柯达公司于1958年研制成功的准高速客运电力机车，轴式Co-Co，设有牵引电动机磁场削弱、电阻制动等。至2000年代，部分机车进行了现代化，包括更换新车体、升级微机控制等。

## 发展历史

### 原型车（25E0）
1957年，捷克斯洛伐克国家铁路为了满足国内铁路重载货运的需要，要求斯柯达公司在E 499.0型电力机车基础上研制新型六轴货运电力机车。1958年9月，斯柯达公司比尔森工厂试制了首台样车，工厂设计代号为23E，并交付捷克斯洛伐克国铁进行试验，新机车被定型为E 699.0型电力机车，最高运行速度为120公里/小时。与此同时，苏联铁路也急需一种最高运行速度大于120公里/小时的六轴客运电力机车，以满足特快旅客列车的牵引要求。根据苏联铁道部的要求，斯柯达公司在E 699.0型电力机车基础上，于1958年底试制了首两台样车，工厂设计代号为25E0，机车总体结构、电气部件与E 699.0型电力机车基本相同，但采用了宽轨转向架，传动齿轮比改为1.951，使机车设计速度达到160公里/小时，新机车被定型为ChS2型。
ChS2型电力机车是六轴干线客运电力机车，采用双司机室的钢结构车体，并在车体两侧各设有六扇玻璃窗以便机械间采光，机车车顶设有两台双臂式受电弓。机车走行部为两台三轴转向架，转向架具有中心销，轴箱采用双列角接触球轴承；一系悬挂装置由均衡梁和螺旋弹簧组成，二系悬挂装置由钢板弹簧旁承组成，车体的全部重量通过四个旁承坐落在前、后转向架构架上，重量再经由橡胶堆传递到轴箱和轮对上。牵引力和制动力通过中心销向车体底架传递。转向架相对于车体具有最大60毫米的横动量，而两台转向架之间并设有联接装置，以便通过小半径曲线。此外，为了减少轮缘磨耗，每台转向架的中间轴轮对的轮缘厚度均减少了10毫米。
首兩台ChS2型电力机车原型车采用AL-4846zT型直流牵引电动机，小时功率为596千瓦，持续功率为508千瓦，额定电压1500伏，为网侧输入电压的一半。机车对牵引电机采用串—并联换接、增减串联电阻进行调速，牵引电动机可采用全串联、串—并联、全并联三种联接方式，通过分流电阻进行转换，每种联接方式均可使用五级磁场削弱，削弱率分别为80%、65%、50%、40%、35%。机车的调速控制通过排列在凸轮轴上的两排共39个接触器组进行，控制器具有零位、预备位、40个运行级位及6个过渡级位，其中22、33、40位为经济运行位。高速断路器、过载继电器负责对机车主电路和辅助电路的防短路、防过载保护。牵引电机和制动电阻的冷却装置是两个离心式风机，由直流电动机驱动，额定电压为3000伏，风机有低速（冬季）和高速（夏天）两种工作模式。机车最大设计速度为160公里/小时，最大运用速度为140公里/小时；小时制持续速度为72.4公里/小时，持续牵引力为17.3吨（169千牛）；持续制持续速度为76.1公里/小时，持续牵引力为14.3吨（141千牛）。
1958年12月，001、002号样车送抵莫斯科，随后在莫斯科铁路局莫斯科—库尔斯克客运机务段（ТЧЭ-1）投入运用考核，担当莫斯科至布良斯克州斯库拉托瓦区段的旅客列车牵引任务；002号机车并在莫斯科铁路局管内谢尔普霍夫至奥廖尔、十月铁路局管内克林至特维尔区段进行了牵引试验；试验列车为19辆大编组、总重1060吨的旅客列车，列车在8～9‰的长大坡度上的均衡速度可达到100～110公里/小时，平直道上的最高速度可达到140公里/小时。但试验过程中也发现了一些问题，转向架构架的焊缝应力集中部位等多处出现裂纹，对行车安全造成一定影响。

### 原型车（34E0）

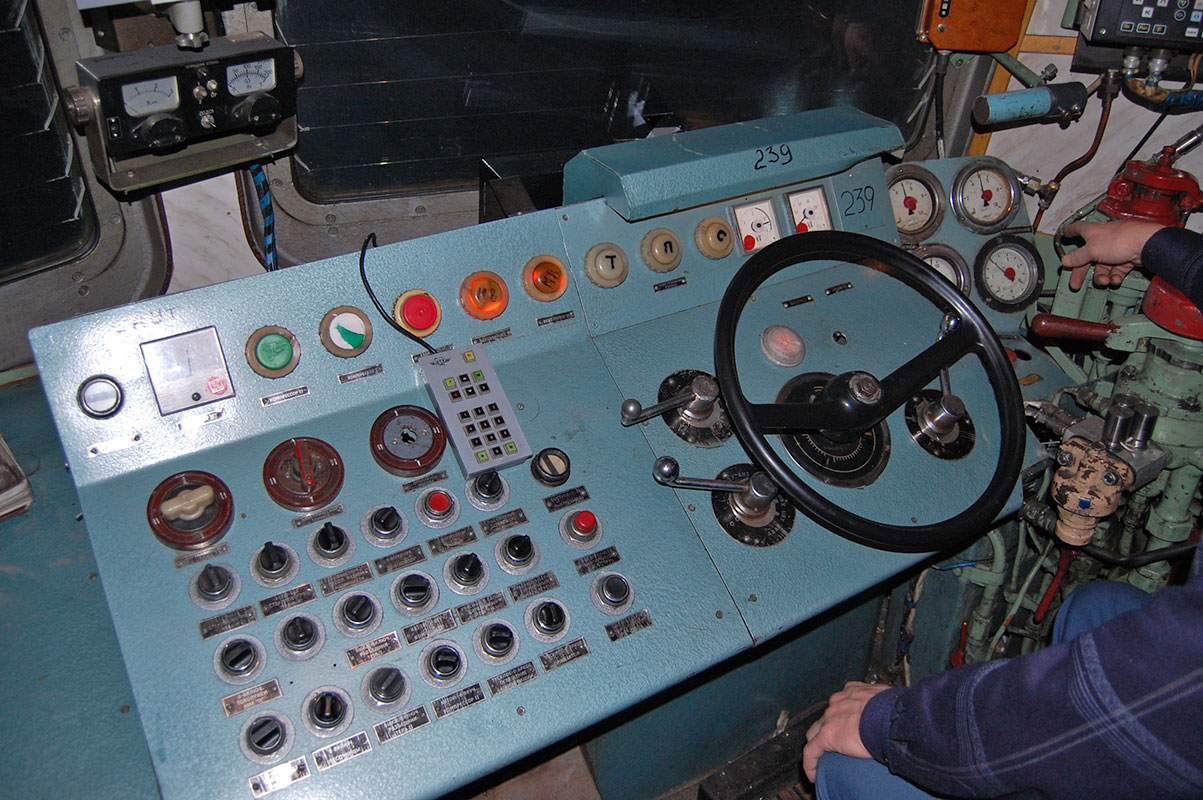
ChS2型机车的司机控制台

根据首两台样车的试验结果，并结合ChS3型电力机车的研制和运用经验，斯柯达公司于1961年生产了经过较大改进的003、004号机车，工厂设计代号为34E0。其转向架构架采用强度较高的型材焊接而成，从而避免开裂；车内辅助机械设备的布局进行了调整，起动电阻元件采用了重量较轻的费赫拉尔铁铬铝高电阻合金，取代了原本使用的铸铁电阻元件；同时又改用功率更大、与ChS3型电力机车相同的AL-4846eT型牵引电动机，小时功率为700千瓦，持续功率为618千瓦，传动齿轮比改为1.75。机车的调速控制器也经过重新设计，减少接触器数量以提高可靠性，经济运行位改为20、33、42-I位。此外，为了改善和方便机车的维护，控制电路系统采用了插拔式端子连接器。机车小时制持续速度为91.5公里/小时，持续牵引力为16.5吨（161.8千牛）；持续制持续速度为96.9公里/小时，持续牵引力为13.7吨（134.4千牛）。ChS2型003、004号机车并于1963年中运抵苏联，并在列宁格勒至小维舍拉区间进行了试验，最高试验速度达到了160公里/小时；1965年改配属古比雪夫铁路局。

### ChS2（34E）
1962年，斯柯达公司开始批量生产ChS2型电力机车，工厂设计代号为34E1。与首四台样车相比，量产车采用了符合苏联铁路规范和标准的司机控制台、空气制动阀、空气分配器等设备。1962年起，先后开始生产设计代号为34E2（012～204）、34E3（205～231、233～243）、34E4（244～304）的ChS2型电力机车。

### ChS2T（53E）

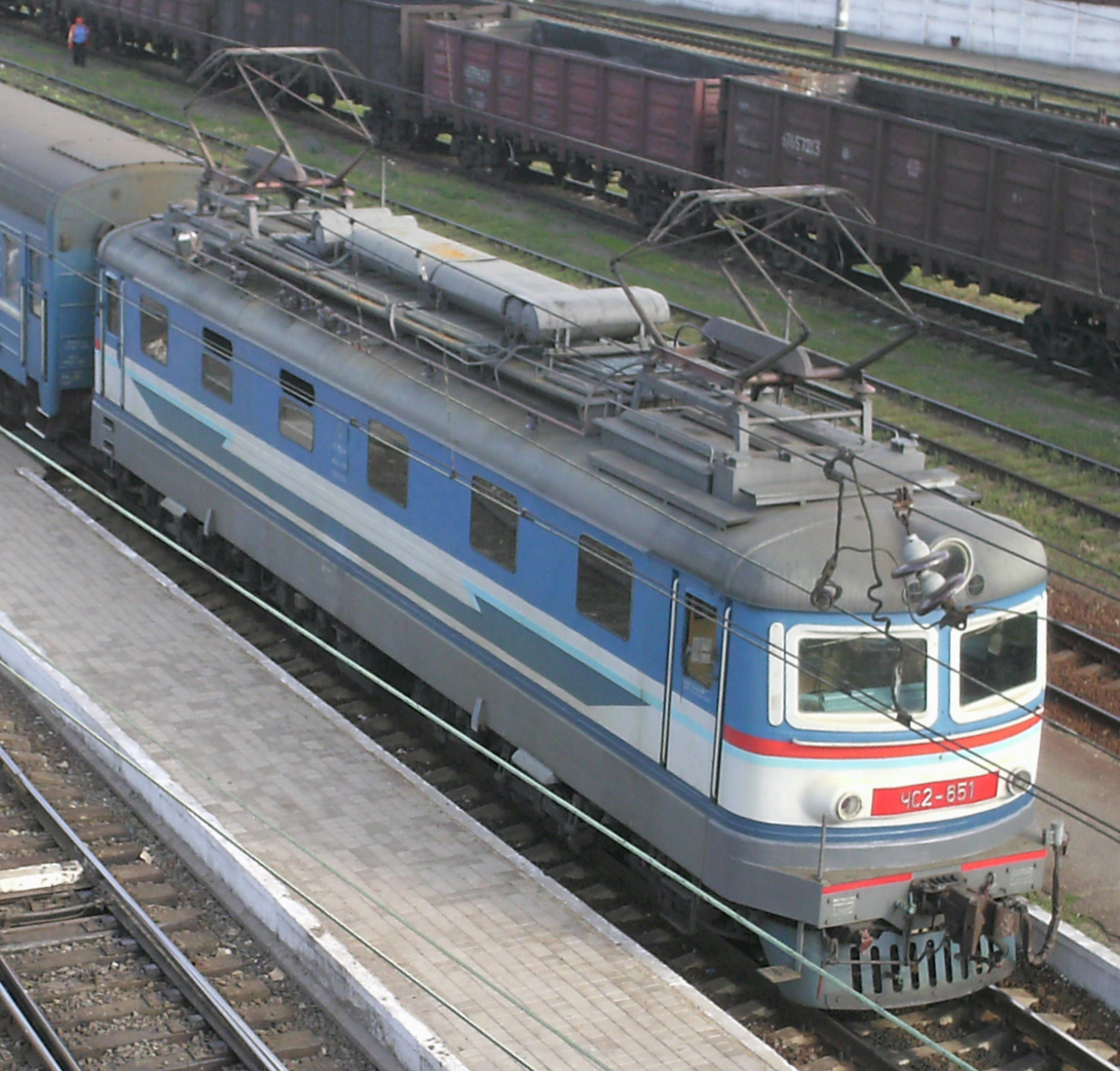
ChS2型851号电力机车

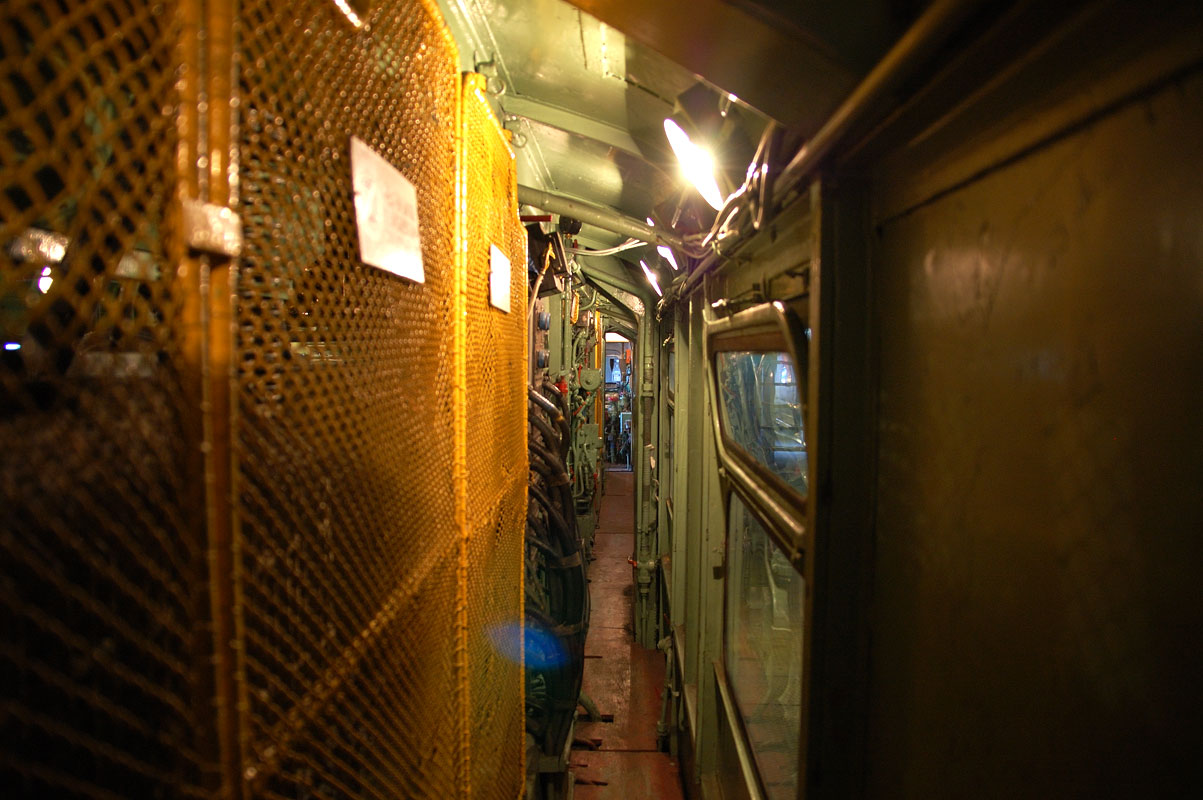
ChS2T型电力机车的机械间走廊

在此期间，斯柯达公司试制了ChS2型232号机车，工厂设计代号为53E0；机车加装了电阻制动装置，并更换了部分电子元件和司机控制器。当机车使用电阻制动工况时，由于制动电阻的功率、冷却能力有限，六台牵引电动机只有其中四台并联，变成发电机向两组制动电阻供电，电机励磁电流由蓄电池提供，制动功率为1200～1300千瓦。1964年夏季，这台机车在十月铁路局投入试验运行。完成试验后，斯柯达公司开始批量生产带有电阻制动的ChS2T型电力机车，工厂设计代号为53E1。1964年至1965年，斯柯达公司为苏联铁路提供了数百台ChS2T型电力机车，而早期生产的ChS2型电力机车也相继加装了电阻制动装置。ChS2（34E）、ChS2T（53E）型电力机车外观上几乎毫无分别，但ChS2T型机车的车内设备布置和电气系统已有较大变化，采用双边贯通走廊以便巡视和检查设备；牵引电机串—并联换接时采用桥式电路进行转换，令机车调节速度时尽量使牵引力变化平滑，减少对车钩和传动齿轮的冲击。

### ChS2M（53E3）
1965年，斯柯达公司按苏联铁道部的要求，试制两台ChS2型高速客运试验机车，被定型为ChS2M型，车号为565、566号，其传动齿轮比改为1.52，使机车最高运行速度提高至160～180公里/小时。机车小时制持续速度为105.3公里/小时，持续牵引力为14.3吨（140.2千牛）；持续制持续速度为111.5公里/小时，持续牵引力为12吨（117.7千牛）。1966年3月，两台机车在十月铁路局进行了试运行，期间最高试验速度达到205公里/小时，至1971年2月又创造了220公里/小时的纪录。

### 运用
至1973年，斯柯达公司已经交付了942台ChS2型电力机车，其中718号机车是斯柯达公司为苏联铁路提供的第1000台ChS系列电力机车，而888号机车是斯柯达公司所生产的第3000台电力机车。ChS2型电力机车在苏联铁路投入运用初期，主要配属于莫斯科铁路局、南方铁路局、顿涅茨克铁路局和十月铁路局，担当莫斯科至哈尔科夫、伊洛瓦伊斯克、列宁格勒间的客运牵引任务。此后，ChS2型电力机车的使用范围不断扩大，包括莫斯科—梁赞—古比雪夫—库尔干区段（莫斯科铁路局、古比雪夫铁路局、南乌拉尔铁路局担当）、莫斯科—亚历山德罗夫—雅罗斯拉夫尔—丹尼洛夫区段（莫斯科铁路局、北方铁路局担当）、以及莫斯科至苏希尼奇、维亚济马、弗拉基米尔（莫斯科铁路局、高尔基铁路局担当）等地的客运列车，到后来也开始配属于斯维尔德洛夫斯克铁路局、第聂伯河沿岸铁路局、西西伯利亚铁路局。

### 现代化

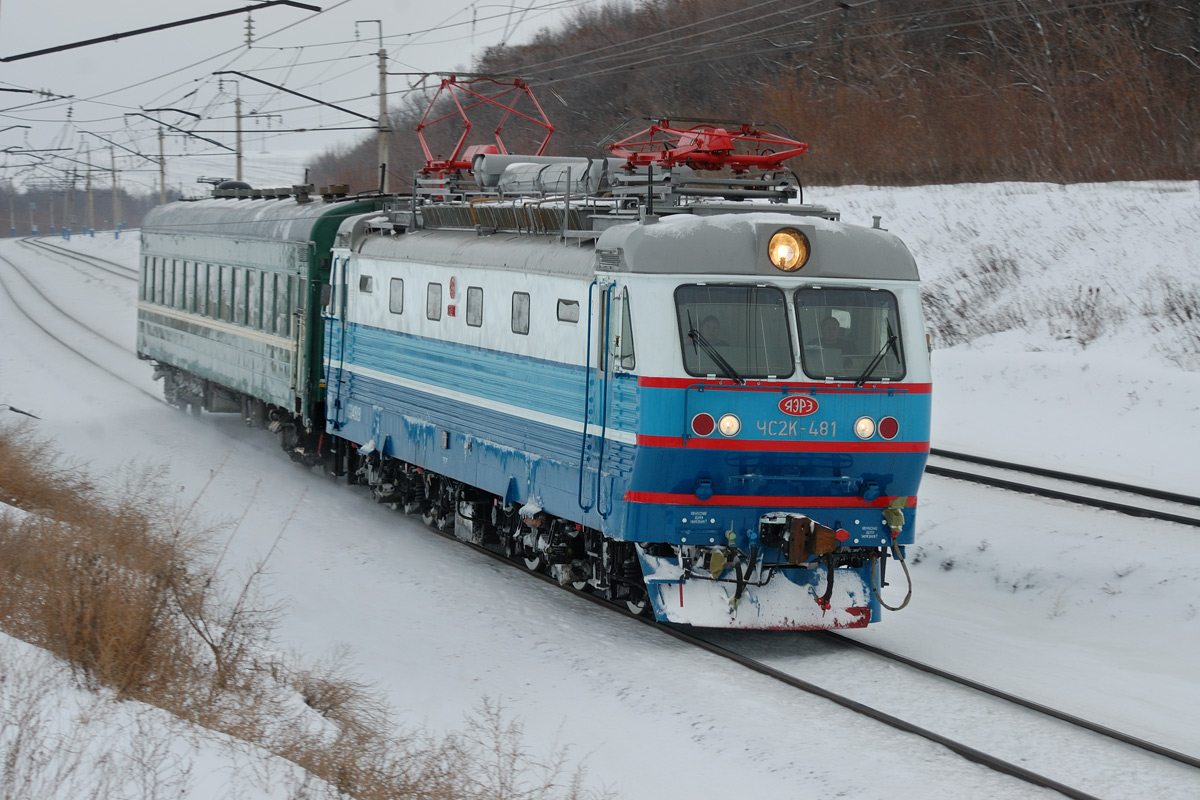
由雅罗斯拉夫尔电力机车厂进行现代化改造的ChS2K型481号机车

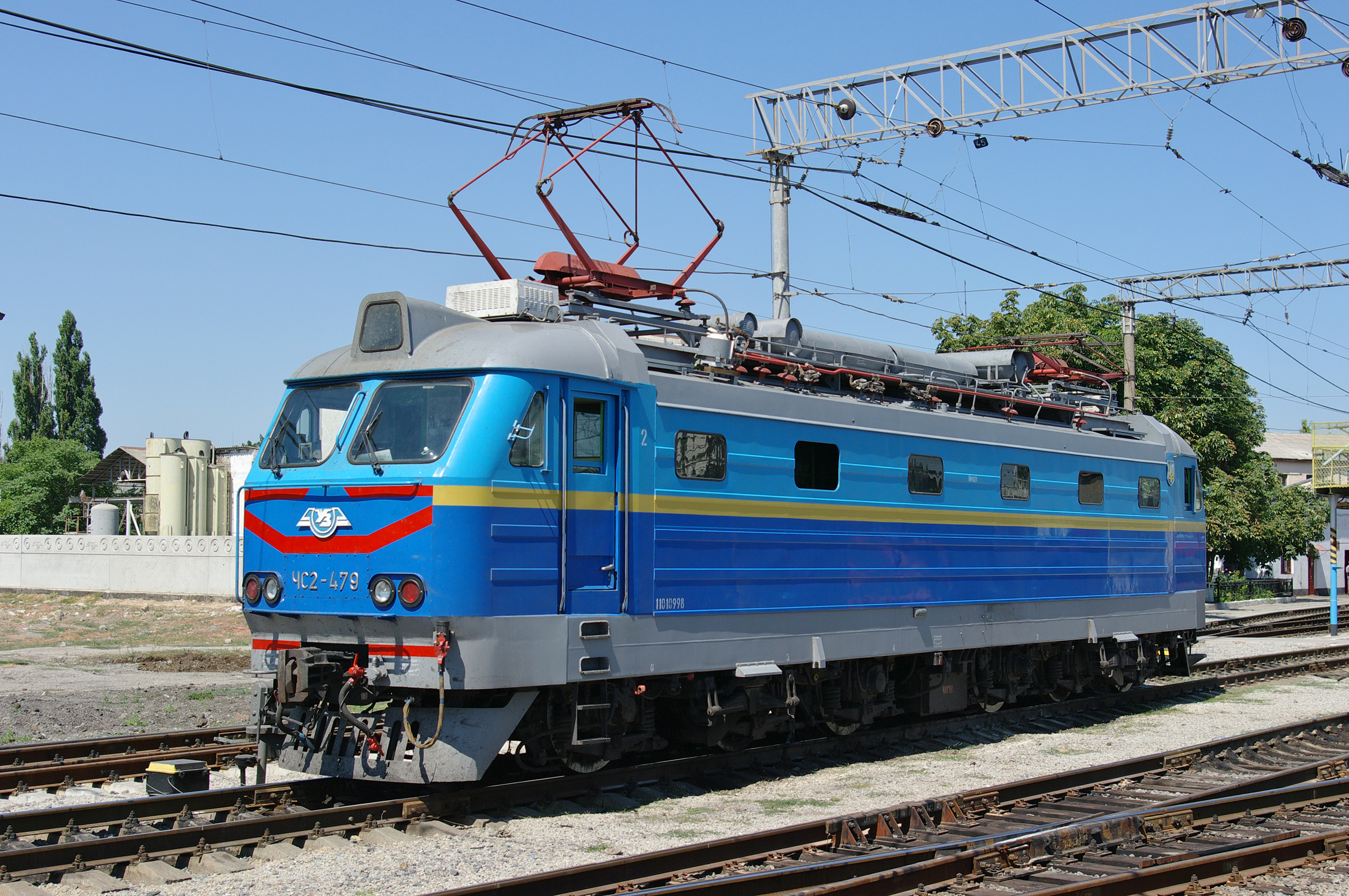
由扎波罗热电力机车厂改造的ChS2型479号机车

1960年代至1980年代，ChS2型电力机车在很长时间成为了苏联直流电气化铁路运用最广泛、最具标志性的客运电力机车。1990年代初苏联解体以后，ChS2型电力机车分别被俄罗斯和乌克兰的铁道部门接收。由于两国铁路技术装备更新的进展缓慢，导致机车车辆老化问题严重，为了减轻购置新型机车车辆的财政压力，乌克兰铁路和俄罗斯铁路对部分现有的ChS2型电力机车进行维修和翻新工作，以延长机车车辆的使用年限。
俄罗斯铁路的ChS2型机车翻新工作主要由雅罗斯拉夫尔电力机车厂（ЯЭРЗ）进行，翻新后的机车改称ChS2K型电力机车，除了改为采用重新设计制造的车体外，传动齿轮装置也改用与ChS7、ChS8型电力机车相同的部件，而其余大部分仍然和原来相同。雅罗斯拉夫尔电力机车厂也为ChS2T型电力机车（设计代号53E）提供了更全面的现代化方案，除了替换旧车体、更换电子器件外，机车并安装了具有接触器控制单元的微机控制系统（МСУЛ）。此外，雅罗斯拉夫尔电力机车厂并提供了另一种ChS2K-E的现代化方案，为机车装设“统一自动运行和控制系统”（ЕСАУП），系统可根据列车运行时刻和区间闭塞自动调节适当的运行速度，降低机车电力消耗。而乌克兰铁路的ChS2型机车翻新工作由扎波罗热电力机车厂（ЗЭРЗ）进行。